# Lekkoatletyka na Letnich Igrzyskach Olimpijskich 1936 – sztafeta 4 × 100 m mężczyzn

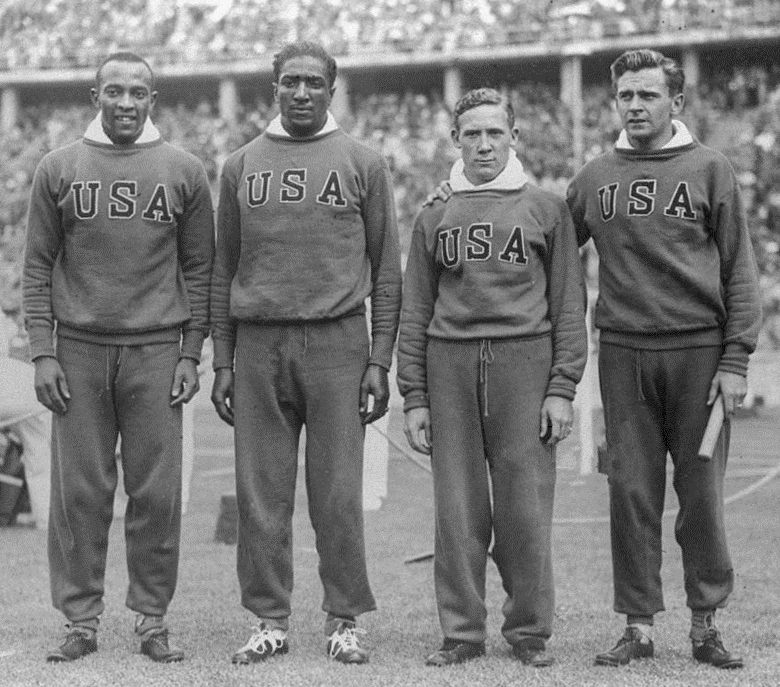
Złoci medaliści: od lewej Owens,Metcalfe, Draper i Wykoff

Bieg sztafetowy 4 × 100 metrów mężczyzn był jedną z konkurencji rozgrywanych podczas XI Letnich Igrzysk Olimpijskich. Biegi zostały rozegrane w dniach 8 i 9 sierpnia 1936 roku na Stadionie Olimpijskim w Berlinie. Wystartowało 60 zawodników z 15 krajów. Sztafeta Stanów Zjednoczonych ustanowiła w finale rekord świata z czasem 39,8 s.

## Rekordy
|                                 | Zawodnicy                                                                    | Wynik  | Miejsce     | Data                 |
| ------------------------------- | ---------------------------------------------------------------------------- | ------ | ----------- | -------------------- |
| Rekord świata Rekord olimpijski | Stany Zjednoczone (Robert Kiesel, Emmett Toppino, Hector Dyer, Frank Wykoff) | 40,0 s | Los Angeles | 7 sierpnia 1932(dts) |

## Terminarz
| Data            |            | Godzina |
| --------------- | ---------- | ------- |
| 8 sierpnia 1936 | Eliminacje | 15:00   |
| 9 sierpnia 1936 | Finał      | 15:15   |

## Wyniki

### Eliminacje
Rozegrano trzy biegi eliminacyjne. Pierwsze dwa zespoły z każdego biegu awansowały  do finału (Q).

#### Bieg 1
| Pozycja | Państwo           | Zawodnicy                                                        | Czas | Uwagi |
| ------- | ----------------- | ---------------------------------------------------------------- | ---- | ----- |
| 1.      | Stany Zjednoczone | Jesse Owens, Ralph Metcalfe, Foy Draper, Frank Wykoff            | 41,0 | Q, =  |
| 2.      | Włochy            | Orazio Mariani, Gianni Caldana, Elio Ragni, Tullio Gonnelli      | 41,1 | Q     |
| 3.      | Południowa Afryka | Eric Grimbeek, Pat Dannaher, Tom Lavery, Marthinus Theunissen    | 41,7 |       |
| 4.      | Finlandia         | Toivo Ahjopalo, Toivo Sariola, Palle Virtanen, Aki Tammisto      | 42,0 |       |
| –       | Japonia           | Takayoshi Yoshioka, Monta Suzuki, Mutsuo Taniguchi, Masao Yazawa | DSQ  |       |

#### Bieg 2
| Pozycja | Państwo         | Zawodnicy                                                      | Czas | Uwagi |
| ------- | --------------- | -------------------------------------------------------------- | ---- | ----- |
| 1.      | Holandia        | Tjeerd Boersma, Wil van Beveren, Chris Berger, Tinus Osendarp  | 41,3 | Q,    |
| 2.      | Argentyna       | Juan Lavenás, Antonio Sande, Carlos Hofmeister, Tomás Beswick  | 41,9 | Q     |
| 3.      | Węgry           | Mario Minai, Gyula Gyenes, József Kovács, József Sír           | 42,0 |       |
| 4.      | Wielka Brytania | Charles Wiard, Donald Finlay, Walter Rangeley, Alan Pennington | 42,4 |       |
| 5.      | Francja         | Maurice Carlton, Pierre Dondelinger, Paul Bronner, Robert Paul | 42,6 |       |
| 6.      | Chiny           | Fu Jincheng, Huang Yingjie, Cheng Jinguan, Liu Changchun       | 44,8 |       |

#### Bieg 3
| Pozycja | Państwo    | Zawodnicy                                                             | Czas | Uwagi |
| ------- | ---------- | --------------------------------------------------------------------- | ---- | ----- |
| 1.      | III Rzesza | Wilhelm Leichum, Erich Borchmeyer, Erwin Gillmeister, Gerd Hornberger | 41,4 | Q     |
| 2.      | Kanada     | Sam Richardson, Bruce Humber, Lee Orr, Howard McPhee                  | 41,5 | Q     |
| 3.      | Szwecja    | Lennart Lindgren, Irvin Ternström, Östen Sandström, Åke Stenqvist     | 41,5 | [ 3 ] |
| 4.      | Szwajcaria | Albert Jud, Bernard Marchand, Georges Meyer, Paul Hänni               | 42,2 | [ 4 ] |

### Finał
| Pozycja | Państwo           | Zawodnicy                                                             | Czas | Uwagi |
| ------- | ----------------- | --------------------------------------------------------------------- | ---- | ----- |
| 1.      | Stany Zjednoczone | Jesse Owens, Ralph Metcalfe, Foy Draper, Frank Wykoff                 | 39,8 | [ 1 ] |
| 2.      | Włochy            | Orazio Mariani, Gianni Caldana, Elio Ragni, Tullio Gonnelli           | 41,1 |       |
| 3.      | III Rzesza        | Wilhelm Leichum, Erich Borchmeyer, Erwin Gillmeister, Gerd Hornberger | 41,2 |       |
| 4.      | Argentyna         | Juan Lavenás, Antonio Sande, Carlos Hofmeister, Tomás Beswick         | 42,2 |       |
| 5.      | Kanada            | Sam Richardson, Bruce Humber, Lee Orr, Howard McPhee                  | 42,7 |       |
| –       | Holandia          | Tjeerd Boersma, Wil van Beveren, Chris Berger, Tinus Osendarp         | DSQ  |       |